# كلايتون بورن
كلايتون بورن هو سباح كندي، ولد في 25 أبريل 1904 في Atlin, British Columbia ‏ في كندا، وتوفي في 31 ديسمبر 1986.

## روابط خارجية
- كلايتون بورن على موقع الاتحاد الدولي للسباحة (الإنجليزية)
- كلايتون بورن على موقع اللجنة الأولمبية الدولية (الإنجليزية)
- كلايتون بورن على موقع أوليمبيديا (الإنجليزية)
- كلايتون بورن على موقع اللجنة الأولمبية الكندية (الإنجليزية)